# ガッザニーガ (オートバイ)
ガッザニーガ (Gazzaniga) は、イタリア、カスターノ・プリーモを拠点とするオートバイメーカー。自社製のレーサーで世界選手権に参戦した。
ガッザニーガは1988年から1993年にかけて世界選手権125ccクラスに参戦、ライダーはドメニコ・ブルガーリャ、マウリツィオ・ヴィターリ、コラード・カタラーノ、ジョヴァンニ・パルミエリ、ルーチョ・チェッキネロを起用した。最高成績を上げたのは1988年で、ブルガーリャはイギリスGPで表彰台を獲得、ランキング5位でシーズンを終えた。
250ccクラスには1987年と1988年にスポット参戦、ヴィターリは1988年のランキング26位であった。

## 参照
1. ↑  dati tratti da Archivio de La Gazzetta dello Sport